# Teotlalpan, Puebla
Teotlalpan är en ort i Mexiko.   Den ligger i kommunen Chignahuapan och delstaten Puebla, i den sydöstra delen av landet, 120 km öster om huvudstaden Mexico City. Teotlalpan ligger 2 355 meter över havet och antalet invånare är 236.
Terrängen runt Teotlalpan är huvudsakligen kuperad, men den allra närmaste omgivningen är platt. Runt Teotlalpan är det ganska tätbefolkat, med 54 invånare per kvadratkilometer. Närmaste större samhälle är Chignahuapan, 2,2 km norr om Teotlalpan. I omgivningarna runt Teotlalpan växer i huvudsak blandskog.